# Felsővéghegy
Felsővéghegy (horvátul:  Gornji Koncovčak, németül: Ober-Konzewitsch), falu Horvátországban, Muraköz megyében. Közigazgatásilag Muraszentmárton községhez tartozik.

## Fekvése
Csáktornyától 17 km-re északnyugatra, községközpontjától Muraszentmártontól 3 km-re délkeletre a Muraközi-dombság völgyében fekszik.

## Története
A települést 1478-ban "Conceldol" alakban említik először. A csáktornyai uradalom része volt. Az uradalommal együtt 1456-ig a Cillei család birtoka volt. Ezután a Cilleiek többi birtokával együtt Vitovec János horvát bán szerezte meg, de örökösei elveszítették. Hunyadi Mátyás Ernuszt János budai nagykereskedőnek és bankárnak adományozta, aki megkapta a horvát báni címet is. 
1540-ben a csáktornyai Ernusztok kihalása után az uradalom rövid ideig a Keglevich családé, majd 1546-ban I. Ferdinánd király adományából a Zrínyieké lett. Miután Zrínyi Pétert 1671-ben felségárulás vádjával halálra ítélték és kivégezték minden birtokát elkobozták, így a birtok a kincstáré lett.
1715-ben III. Károly a Muraközzel együtt gróf Csikulin Jánosnak adta zálogba, de a király 1719-ben szolgálatai jutalmául elajándékozta Althan Mihály János cseh nemesnek. 1791-ben gróf Festetics György vásárolta meg és ezután 132 évig a tolnai Festeticsek birtoka volt.
1920 előtt Zala vármegye Csáktornyai járásához tartozott. 1941 és 1944 között ismét Magyarországhoz tartozott. 2001-ben 114 lakosa volt.

## Külső hivatkozások
- Muraszentmárton honlapja
- Muraszentmárton község honlapja (horvát nyelven)
- Munczi Antal: A Muraköz története